# André du Pisani

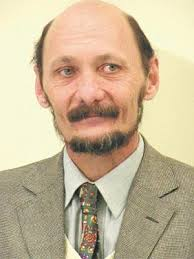
André du Pisani (2014)

André du Pisani (* 15. Januar 1949 in Windhoek, Südwestafrika) ist ein namibischer Politikwissenschaftler.

## Ausbildung
Du Pisani hält einen Bachelor (1971) und BSc. Honours (1972) in Politikwissenschaften der Universität Stellenbosch in Südafrika. 1975 machte er ebenda seinen Master. Dreizehn Jahre später erlangte Du Pisani einen Ph.D. in Politik von der Universität Kapstadt. Später ergänzte er mit einem postgradualen Forschungsstudium (1975–1976) an der London School of Economics and Political Science seine akademische Ausbildung.

## Beruflicher Werdegang
Vor 1994 war er in Südafrika als Hochschullehrer bei der UNISA in Pretoria angestellt und lehrte dort im Bereich Politikwissenschaften. Im Jahre 1983 erlangte er den Status als Visiting Fellow an der City University von London. In den Jahren 1995 und 1996 weilte er zu einem Forschungsaufenthalt an der University of Cambridge. Du Pisani ist seit 1998 als Professor an der Universität von Namibia tätig. Er war Vorsitzender des Southern African Defence and Security Management Network (SADSEM) und Landeskoordinator des wissenschaftlichen Forschungsprojektes der Volkswagenstiftung. Du Pisani sitzt in verschiedenen Vorständen, darunter vom Journal of Namibian Studies und dem Institute for Public Policy Research (IPPR) sowie dem John Muafangejo Art Centre. Im Jahre 2014 wurde er emeritiert.

## Ausgewählte Werke
- André du Pisani (Hrsg.): The long aftermath of war: reconciliation and transition in Namibia. Freiburger Beiträge zu Entwicklung und Politik Nr. 37, Arnold-Bergstraesser-Institut, Freiburg/Br. 2010, ISBN 978-3-928597-55-5.
- André du Pisani, Barnabus Otaala (beide Herausgeber): UNAM HIV/AIDS policy. University of Namibia Press, Windhoek 2003, ISBN 99916-5909-9.
- André du Pisani: SWA/Namibia: The Politics of Continuity and Change. Jonathan Ball Publishers, Johannesburg 1985, ISBN 978-08685-009-28.